# Cypern i olympiska sommarspelen 1996
Cypern deltog i de olympiska sommarspelen 1996 med en trupp bestående av 17 deltagare, men ingen av landets deltagare erövrade någon medalj.

## Brottning
Fjädervikt, fristil
- Arout Parsekian — 10:e plats

## Friidrott
Herrarnas 100 meter
- Anninos Marcoullides
  - Omgång 1: 10,26
  - Omgång 2: 10,13
  - Omgång 3: 10,23
  - Semifinal: 10,36

- Yannis Zisimidis
  - Omgång 1: 10,32
  - Omgång 2: 10,47

Herrarnas 200 meter
- Anninos Marcoullides
  - Final: 20,57 s (→ 11:e plats)

Herrarnas 400 meter
- Evripedes Demosthenous
  - Omgång 1: 46,76 s (→ 43:e plats)

Herrarnas 110 meter häck
- Prodromos Katsantonis
  - Omgång 1: 14,34 (→ 57:e plats)

Herrarnas 4 x 100 meter stafett
- Anninos Marcoullides, Loucas Spyrou, Prodromos Katsantonis, Yannis Zisimidis
  - Omgång 1: 40,06

Herrarnas kulstötning
- Elias Louca
  - 18,48m (→ 24:e plats)

- Michalis Louca
  - 18,23m (→ 28:e plats)

Damernas 200 meter
- Theodora Kyriakou
  - 23,85 (→ 39:e plats)

Damernas 400 meter
- Theodora Kyriakou
  - 52,09 (→ 29:e plats)

## Segling
Herrarnas 470
- Petros Elton och Nikolas Epifaniou — 211 poäng (→ 31:a plats)

Herrarnas mistral
- Dimitrios Lappas — 195 poäng (32:a plats)